# Маково
Ма́ково (болг. Маково) — село в Тирговиштській області Болгарії. Входить до складу общини Тирговиште.

## Населення
За даними перепису населення 2011 року у селі проживали 292 особи.
Національний склад населення села:
| Національність   | Кількість осіб | Відсоток |
| ---------------- | -------------- | -------- |
| болгари          | 205            | 70,7%    |
| турки            | 58             | 20,0%    |
| цигани           | 0              | 0%       |
| інша             | 3              | 1,0%     |
| не визначились   | 24             | 8,3%     |
| Всього відповіли | 290            |          |

Розподіл населення за віком у 2011 році:
Динаміка населення: